# داروین (کالیفرنیا)
داروین (به انگلیسی: Darwin) یک منطقهٔ مسکونی در ایالات متحده آمریکا است که در شهرستان اینیو، کالیفرنیا واقع شده‌است. داروین ۳٫۴۸۵ کیلومتر مربع مساحت و ۳۶ نفر جمعیت دارد و ۱٬۴۶۰ متر بالاتر از سطح دریا واقع شده‌است.